# Saguenay Power
La Saguenay Power (Compagnie Électrique du Saguenay) fut une compagnie de production d’électricité au Québec de sa création en 1927 jusqu’à sa nationalisation en 1963. Elle était une filiale d’Alcan.
Le territoire desservi par la compagnie se composait des municipalités du Saguenay-Lac-Saint-Jean.

## Histoire

### L’essor de l’industrialisation
Les débuts de l’électrification de la région suivent les développements industriels du Saguenay-Lac-Saint-Jean. Vers 1899, la Compagnie de pulpe de Jonquière est mise sur pied pour produire du papier journal. Pour répondre aux besoins énergétiques de l’usine, des petites centrales sont mises sur pied. Les surplus de ces centrales hydrauliques sont vendus à la municipalité de Jonquière et celles environnantes.
À la même époque, les premières entreprises de production et distribution de l’électricité voient le jour dans la ville de Chicoutimi. Est alors fondée la Compagnie des eaux et d'éclairage de Chicoutimi vers 1905 qui deviendra la Société d'éclairage et d'énergie électrique du Saguenay en 1913.
En 1901, William Price s’intéresse au potentiel de la région et décide d’acheter la Compagnie de pulpe de Jonquière et ses installations hydrauliques. Il fait construire vers 1912 le moulin de la Chute-Murdock et de la Chute-Bésy pour alimenter la papeterie de la ville de Kénogami. Vers 1914, par référendum, les citoyens du village de Jonquière décident d’acheter le Pouvoir d’eau no 2 (une centrale de 500 kW) sur la Rivière aux Sables de la Compagnie de pulpe de Jonquière ainsi que le réseau d’éclairage et de distribution municipal. Cet achat constitue les débuts d’Hydro-Jonquière qui produira son électricité avec la centrale qu’elle comblera avec des achats à Price à partir des années 1920.
James Buchanan Duke, un industriel du tabac de la Virginie décide d’investir dans la région vers 1913 en créant la Québec Development Corporation. Price décide de faire alliance avec Duke qui obtient 25% des parts de la compagnie. La compagnie est renommée Duke-Price Power Company vers 1917 et commence à planifier la construction d’un barrage hydroélectrique à l’Isle Maligne qui commencera en 1923. La construction est complétée en 1926, et le barrage alimente la nouvelle papeterie de Price à River-Bend et l’aluminerie d’Arvida. Une ligne de transmission est en outre construite dans le Parc des Laurentides pour alimenter la ville de Québec .
À la complétion du barrage en 1926 de l’Isle Maligne, Alcoa (renommée Alcan en 1925) rachète la Duke-Price Power Company qui possède six centrales le long de la rivière Saguenay. Cette dernière fonde la Saguenay Transmission Co. Ltd. en 1926 et la Saguenay Power (Cie Électrique du Saguenay) en 1927 pour se charger de la vente et la distribution des surplus des centrales de la compagnie.
La même année, la Saguenay Power absorbe les actifs de production et distribution d’électricité de la North American Pulp and Paper Companies en faillite depuis 1924, qui était alors propriétaire de la Société d'éclairage et d'énergie électrique du Saguenay.

### L’électrification rurale
Afin de répondre aux besoins grandissant en électricité des alumineries, Alcan, par l’entremise de sa filiale Saguenay Power, va faire construire les centrales Shipshaw 1 (Chute-à-Caron) entre 1926 et 1931 et Shipshaw 2 entre 1941 et 1943. Elle finance ses projets en levant des fonds notamment sur les marchés canadiens et américains.
Les municipalités avoisinantes achètent alors la production de surplus à Saguenay Power et aux centrales restants de la Price. Vers la fin des années 1940, l’Office d’Électrification Rurale du Québec fait pression sur les grandes compagnies électriques régionales pour augmenter la couverture du réseau et l’électrification rurale. Le manque d'enthousiasme des oligopoles électriques pousse l’Office de faire construire une centrale sur la Rivière du Petit Saguenay en 1949. Cette centrale de 225 kW est terminée en 1950 et dessert les municipalités de Petit-Saguenay et de l’Anse-Saint-Jean, puis Rivière-Éternité et Saint-Félix-d’Otis. Cette centrale fermera en 1963 et le réseau sera réabsorbé dans celui de la Saguenay Power.
Entre 1951 et 1954, la ville de Chicoutimi est mécontente du service et des prix qu’offrent Saguenay Power. En avril 1954, une résolution du conseil municipal de la ville de Chicoutimi demande d’entrer en négociation pour racheter le réseau municipal, mais cette municipalisation du réseau ne voit finalement pas le jour.
En 1950, la Saguenay Power a un bénéfice net de plus de 108 000 dollars et dessert en outre 66 municipalités de la région.

### Vers la nationalisation
En avril 1944, le gouvernement d’Adélard Godbout vote la loi qui crée la Commission hydroélectrique du Québec, ou Hydro-Québec. C’est à ce moment que la Montréal Light, Heat and Power est nationalisée. Il faudra attendre la deuxième vague de la nationalisation de l’électricité pour voir la Saguenay Power se faire absorber par Hydro-Québec.
En effet, le 28 décembre 1962, juste après l’élection du gouvernement de Jean-Lesage, la Commission fait une offre de 43 dollars par action à l’Alcan pour l’achat de la Saguenay Power. Elle sera partiellement nationalisée en 1963 - le réseau de distribution ainsi que deux centrales hydroélectriques seront cédées à Hydro-Québec.
Au moment de la nationalisation, les deux centrales suivantes sont ajoutées au réseau d’Hydro-Québec:
- Chute-Garneau (1928) - 2,5 MW
- Belle-Rivière (1927) - 0,7 MW

Alcan conservera les centrales hydroélectriques suivantes :
- Isle Maligne (1926) - 402 MW
- Chute à Caron (Shipshaw 1) (1941) - 223 MW
- Shipshaw (1943) - 894 MW
- Chute du Diable (1953) - 205 MW
- Chute à la Savane (1954) - 212 MW
- Chute des passes (1961) - 745 MW